# Церен-Дондук
Цере́н-Донду́к (ум. 1737; в некоторых источниках Черен-Дундук, Черен-Дондук) — второй калмыцкий хан (1724–1735), второй сын и преемник хана Аюки.

## Правление
Вёл междоусобную борьбу за ханский трон со своим племянником Дондук-Омбо. Официально наследником Аюки считался его старший сын Чакдор-Джаб. Однако тот умер в феврале 1722 года ещё при жизни своего отца. Во время встречи Аюки с Петром I в начале 1722 году возле Саратова, Аюка просил императора назначить своим наследником второго сына Церен-Дондука, на что получил согласие. После смерти Аюки ханский престол стал оспаривать старший сын Чакдор-Джаба Дасанг. Российское правительство вмешалось в вопрос о наследии наместничества в Калмыцком ханстве. Поддержанный Россией Дорджи Назаров (двоюродный брат Аюки, незаконный наследник) в итоге отказался отдавать в Россию аманатом (заложником) своего сына и ханом стал законный наследник Церен-Дондук. Вмешательство оказалось безрезультатным, но сам факт таких действий России вызвал протест и недовольство калмыков.
В 1730 году было получено известие, что к калмыкам едет китайское посольство, которое везёт Церен-Дондуку ханский титул от богдыхана. Тогда русское правительство решило опередить китайцев и само поспешило пожаловать Церен-Дондуку титул хана. В 1731 году Церен-Дондук начал самостоятельные сношения с Персией и Оттоманской Портой, а от своих нойонов требовал особого почёта.
9 ноября 1731 года брат Церен-Дондука Галдан-Данджин с двумя тысячами воинов напал на Дондук-Омбо. Проиграв сражение, Галдан-Данджин бежал в Царицын. Российское правительство вмешалось в конфликт на стороне Церен-Дондука. Дондук-Омбо, чтобы не вступать в конфликт с русскими, ушёл в сторону Кубани, где принял подданство Порты. В назревавшем конфликте между Россией и Турцией, царское правительство решило использовать Дондук-Омбо, который приобрёл к этому времени значительную роль среди калмыков. 7 марта 1735 года Дондук-Омбо был объявлен «главным управителем калмыков».
10 сентября 1735 года Церен-Дондук получил титул «Дайчин-Шаса-Бюджа-хан» от седьмого Далай-ламы. 
14 ноября 1735 года Дондук-Омбо, вернувшись на Волгу, принёс присягу на верность России. В ноябре того же года прежний хан Церен-Дондук был задержан русскими властями в Царицыне и отправлен в Москву, а оттуда в Санкт-Петербург.
Договорившись с Дондук-Омбо, Россия использовала войска калмыков в войне с Турцией (1735—1739). 3 марта 1737 года Дондук-Омбо был объявлен ханом Калмыцкого ханства.